# Phoenixul de Aur
Phoenixul de Aur este o manevră de circ complicată, fiind manevra specială a Laylei Hamilton. Până acum, doar Sora Naegino și Layla Hamilton sunt cunoscute a le reuși execuția acestei manevre. Este relevată atunci când Sorei i se impune ca probă pentru a rămâne la Kaleido Stage de către Layla. Cu această manevră Layla Hamilton și Yuri Killian au câștigat Festivalul de Circ de la Paris.

## Detalii despre manevră
Executantul folosește un trapez special care îi permite să-și rotească corpul la viteze mari și să se lanseze de pe el. Acesta păstrează o poziție elegantă în aer, asemănătoare unui Phoenix, iar apoi prinde bara opusă cu mâinile. 

## Miscelanee
- Când Sora încearcă manevra Laylei reușește să execute toate mișcările, cu excepția prinderii barei trapezului la final.
- Layla și Yuri au folosit această manevră pentru a intra la Festivalul de Circ, pe care l-au câștigat.
- Manevra a fost folosită în producția „Romeo și Julieta” de la Kaleido Stage. Când May și Leon sunt protagoniști în spectacolul cu același nume, ei execută Spirala Demonului.